# مالیا جونز
مالیا جونز (انگلیسی: Malia Jones؛ زادهٔ ۲۷ مارس ۱۹۷۷) مدل و موج‌سوار اهل ایالات متحده آمریکا است.
عکس او بر روی جلد مجلاتی چون پیپل چاپ شده و در ساخت کارتون لیلو و استیچ هم، مشاورِ کارگردان و تهیه‌کننده بود.